# Trypetimorpha fenestrata
Trypetimorpha fenestrata är en insektsart som beskrevs av Costa 1862. Trypetimorpha fenestrata ingår i släktet Trypetimorpha och familjen Tropiduchidae. Inga underarter finns listade i Catalogue of Life.